# Exeurytoma caraganae
Exeurytoma caraganae är en stekelart som beskrevs av Burks 1971. Exeurytoma caraganae ingår i släktet Exeurytoma och familjen kragglanssteklar.
Artens utbredningsområde är:
- Iran.
- Turkmenistan.

Inga underarter finns listade i Catalogue of Life.